# Cedergrenska guldmedaljen
Cedergrenska guldmedaljen började 1914 utdelas av Kungliga Tekniska högskolans (KTH) styrelse vart femte år till någon framstående författare på elektroteknikens område med företräde för svenskar. Kostnaden bestrids av den 1919 till KTH överlämnade Cedergrenska fonden, instiftad av Stockholms Allmänna Telefon AB.

## Mottagare
- 1914 – Charles Proteus Steinmetz
- 1919 – Karl Willy Wagner
- 1924 – Oliver Heaviside
- 1929 – Henning Pleijel
- 1934 – Ludwig Dreyfus
- 1939 – Jens Lassen la Cour
- 1944 – Ernst Alexanderson
- 1954 – Erik G. Hallén[1]
- 1974 – Stig Ekelöf[2]
- 1980 – Torbern Laurent[3]
- 1989 – Gunnar Markesjö[4]
- 2014 – Björn Ottersten[källa behövs]